# Urodinychidae
Urodinychidae是一個寄生螨的科，屬於中氣門蟎目尾足蟎下目的尾足蟎總科。

## 分類

### 屬
本科包括下列三個屬：
- Urodinychus（英语：Urodinychus） Berlese, 1903
- Uroobovella（英语：Uroobovella） Berlese, 1903
- Vinicoloraobovella（英语：Vinicoloraobovella） Hirschmann, 1979

其他文獻可能還包括另外的屬。

## 寄生蟲
已知本科物種會以一種陸生蝸牛為食:505。